# Si mis campos hablaran
Si mis campos hablaran es una película chilena de José Bohr, estrenada el 1 de julio de 1947, que cuenta la historia de los primeros colonos alemanes llegados a las inmediaciones del lago Llanquihue, hacia 1850. El guion está basado en una obra homónima de Francisco Coloane, quien se basó en los escritos de Vicente Pérez Rosales.

## Argumento
Se inicia en 1847, cuando un barco de alemanes llega a la bahía de caleta Melipullí (actual Puerto Montt), siendo recibidos por el agente de inmigración Vicente Pérez Rosales (Roberto Parada), quien se debe encargar de entregarle las herramientas y animales para que inicien la explotación de la tierra concedida a los colonos. 
Con el pasar de los años, los colonos se dan cuenta de la titánica tarea que es desraizar la zona, cubierta de añosos alerces. Pero a pesar de todo logran abrirse paso y cultivar. Los personajes de Daniel (Rodolfo Onetto), Simón (Armando Bó) y Dora son un símbolo de aquella ardua lucha por conquistar las vírgenes tierras del sur de Chile, a pesar de las frustraciones y los incontables problemas que se suceden.
La película fue íntegramente filmada en las orillas del lago Llanquihue, por lo que durante la mayor parte de los exteriores se ve de fondo el volcán Osorno.

## Elenco
| Armando Bó       | Simón                 |
| Chela Bon        | Andrea                |
| Carlos Bon       | Guillermo             |
| Rodolfo Onetto   | Daniel                |
| Arturo Gonzalvez | Don Pancho            |
| José Bohr        |                       |
| Ester Soré       |                       |
| Roberto Parada   | Vicente Pérez Rosales |
| Meche Calvo      |                       |
| Tita Brandy      |                       |
| Diego Kuzbach    |                       |

## Reconocimientos
En 1954, la película fue seleccionada en la 8.ª edición del Festival de Cannes.